# 婚姻法
婚姻法是指各國制定的确定婚姻有效性的法律，各国之间差异很大。从历史上看，许多社会赋予丈夫的权利和义务与赋予妻子的权利和义务截然不同。特别是婚姻财产的控制权、继承权和支配婚姻子女活动的权利通常由丈夫決定。當中很多不平等的內容從20世纪起不斷被改進，然而，在世界各地的一些婚姻法中，丈夫仍然有很大權力；例如，伊朗民法典第1105条规定：“在夫妻关系中，丈夫依然是一家之主”。 